# それいけ!アンパンマン かがやけ!クルンといのちの星
『それいけ!アンパンマン かがやけ!クルンといのちの星』（それいけアンパンマン かがやけ!クルンといのちのほし）は、2018年6月30日公開の日本のアニメ映画。『それいけ!アンパンマン』映画シリーズ通算第30作。キャッチコピーは、『いけ! みんなのゆめ まもるため』。

## 概要
『それいけ!アンパンマン』TVシリーズ・劇場版シリーズ共に30年目の2018年に公開された本作は、アンパンマンの誕生、そして生命の根源となる「いのちの星」が作品の本筋に大きく関与する。『アンパンマン』の原点となる『アンパンマンのマーチ』をメインテーマに、好奇心旺盛で不思議な子・クルンとアンパンマンたちが、いのちの星の故郷を救うべく奮闘する物語が描かれる。
前作同様、観客参加型のシーンも挿入されている。
ゲスト声優として、女優の杏、お笑いコンビのアンジャッシュ（児嶋一哉・渡部建）が出演。杏はクルン役、渡部はバイキンメカのだだんだん役、児嶋はゴロンゴロ役をそれぞれ演じる。さらに、街の人役はモデルの岡田結実が演じた。30周年記念で試写会には普段は出演することがなかった戸田や中尾もゲスト声優の3人と一緒に登場した。
最終興行収入は第2作『ばいきんまんの逆襲』（約6億6400万円、配給は松竹富士）以来の6億円超えとなり、東京テアトル配給作品では第28作『おもちゃの星のナンダとルンダ』の最高記録（約5億5000万円）を更新した。

## あらすじ
アンパンマンたちの住む町では、年に一度開かれる「星祭り」の準備が進められていた。
ある日、どんな物でも吸引してしまうばいきんまんの開発したゴミ捨て用ワームホール「ハイパーゴミキエール」から謎の黒い星が突然飛び出し、そして星が「クルン」という元気な子供に姿を変えた。
自分がどこからやって来たのかを覚えていないクルンは、ばいきんまんやアンパンマンなどの仲間たちと毎日楽しく過ごしていた。ところがある日、大量の黒い星がアンパンマンワールドに降り注ぎ、草木が枯れてしまう大事件が発生する。
「いのちの星」の故郷への悪影響を懸念したアンパンマンたちは、故郷となる地を目指し宇宙へと飛び立つ。

## 登場キャラクター（キャスト）
詳細はアンパンマンの登場人物一覧を参照。

### レギュラーキャラクター
アンパンマン
声 - 戸田恵子
主人公。今作ではクルンが黒い星を浄化する瞬間を一人目撃した。
中盤ではクルンと拉致するばいきんまんと対峙したが、岩山にぶつかり落下するばいきんまんを助けたり、お腹を空かせたばいきんまんにも自分の顔を分け与えようとしたり（結局は寸前で拒否された）と、ばいきんまんにも献身的な行為を見せている。
終盤に於いて黒い星が放つスクラップの塊に呑まれいのちの星が抜けていくといったトラブルに見舞われた。しかし、ばいきんまんとクルンの協力もあって復活し、バイスターを倒した。
ばいきんまん
声 - 中尾隆聖
アンパンマンの宿敵。偶然にもゴミ箱に入っていた、クルンを見つける。「クルン」という名を決めたのも彼である。前作までは直接アンパンマンたちの前に立ちはだかっていたが、今作では直接アンパンマンたちの前に立ちはだかる訳ではないものの、自分の発明したハイパーゴミキエールがトラブルの原因となった。黒い星のパワーを利用してアンパンマンをやっつけることを企てるも黒い星のエネルギーを自分の手で制御できない上に黒い星のパワーでアンパンマンが窮地に陥るとアンパンマンを倒すのは自分だとアンパンマンの救出に協力する。アンパンマンやクルンと同様、流れ星にされなかった。
ジャムおじさん
声 - 増岡弘
黒い星を見て、いのちの星の故郷の異変に気づく。
バタコさん
声 - 佐久間レイ
めいけんチーズ
声 - 山寺宏一
ドキンちゃん
声 - 冨永みーな
前任の鶴ひろみが大動脈解離で死去したため、テレビアニメ同様本作からは冨永が鶴の役を引き継いで担当することになった。クルンを友達として可愛がり、一緒に遊ぶ。ばいきんまんがクルンに話す武勇伝、自画自賛する内容を過去のVTRを交えて皮肉を言ったり注意することが多い（いのちの星の故郷上に漂うスクラップ状態のバイキンメカを見たばいきんまんがここには自身の長年の歴史が詰まっていると話すのに対し「失敗作」の歴史だと振り返り、クルンに話した）。後半ではホラーマンと共にスクラップの塊に閉じ込められたアンパンマンの救出に協力する。
ホラーマン
声 - 矢尾一樹
今作では途中でばいきんまんの作ったブラックホールに吸い込まれてしまい、いのちの星の故郷でばいきんまんたちからゴミの中から発見されるまで退場していたため、前作同様、直接ばいきんまんたちに同行するわけではなかった。発見された直後は黒い星の影響で記憶喪失状態だったがドキンちゃんの放った張り扇のショックで即座に回復し、ばいきんまんの作ったブラックホールといのちの星の故郷が繋がっていることを2人に伝え、カレーパンマンたちが今回の騒動もばいきんまんの仕業だと思った際、偶然起きた事故であることを説明した。
カレーパンマン
声 - 柳沢三千代
街に落下してきた黒い星を避けようとカレーパンチを繰り出すも黒い星の放つ電流を帯びて痺れてしまった。
しょくぱんまん
声 - 島本須美
メロンパンナ
声 - かないみか
ロールパンナ
声 - 冨永みーな
劇場版では第25作『とばせ! 希望のハンカチ』以来、5年ぶりに登場し、台詞付きでの登場は第20作『妖精リンリンのひみつ』以来10年ぶりとなった。メロンパンナやクリームパンダ、コキンちゃん、クルンたちと花畑で戯れたりアンパンマンの素晴らしさをクルンに語ったり、街に黒い星が降った際は黒い星に襲われそうになったたぬきの子供を救出しながらアンパンマンを応援したりと登場シーンは比較的多かった。ロールパンナ自分が生まれた経緯は明かさず「良く分からない」と語る。
クリームパンダ
声 - 長沢美樹
自分が何のために生まれたかわからなそうだとコキンちゃんを「わかるわけないよ」と挑発したため、コキンちゃんの青い涙を浴びてしまい涙が止まらなくなってしまった。
コキンちゃん
声 - 平野綾
今作ではばいきん城ではなく、メロンパンナやクリームパンダの遊び友達のような形で随所に登場する（テレビ放送版ではカットされている）。終盤ではカバオたちと共にアンパンマンの応援をするよう街の人々に働きかけた。
どんぶりまんトリオ
今回はカメオ出演のような形で数秒登場するが、トリオでセリフを発するシーンがある。
『リズムで歌おう! アンパンマン夏まつり』以来、台詞がついた。
てんどんまん
声 - 坂本千夏
カツドンマン
声 - 三ツ矢雄二
かまめしどん
声 - 山寺宏一
みみせんせい
声 - 滝沢ロコ
歌の指導をしたり、弱気になったキャラクターに優しい言葉をかけたりした。
劇中では寝ている際に眼鏡を外しているシーンが一瞬描かれている。
カバ夫
声 - 山寺宏一
黒い星の影響で悪夢を見た際、「おバカじゃないよ、カバオだよ〜」と寝言を言いながらうなされていた。
ピョン吉
声 - 原えりこ
ウサ子
声 - 中村ひろみ
ちびぞうくん
声 - 坂本千夏
かびるんるん

### ゲストキャラクター
クルン
声 - 杏
性別 - 女
ばいきんまんのゴミ箱に入っていた卵から出た謎の少女。顔は人間で星のような髪型と首に巻いたマフラーが特徴。好奇心旺盛な性格。飛行能力がある。
黒い星とハイパーゴミキエールの影響で記憶喪失になっている。名前はドキンちゃんに聞かれた際に「クルルン?」と呟いたことから名づけられ、そのまま一人称としても使用している。
ばいきんまんたちやアンパンマンたちと過ごしていたが、そうしている間に発生したいのちの星の故郷の危機で自分の役目を思い出していく。
街の人
声 - 藤井恒久、岡田結実、青木源太、辻岡義堂
街で黒い星に襲われ体中が黒くなってしまったキャラクターたち。緊迫した状況で力を合わせて頑張ろうとする子供たちに対して「自分たちはアンパンマンとは違う」などネガティヴな発言をする。

### その他の登場キャラクター
シドロ&モドロ
声 - ドリーミング
序盤に登場。
えんぴつぼうや
ノートくん
スケールちゃん
ケシゴムせんせい
りんごちゃん
うめぼしばあや
うめこちゃん
アンコラ
コアンコラ
きのこブラザーズ
まつたけまん
まいたけちゃん
マッシュルームくん
えのきだけよ
しめじまん
はみがきまん
おそうじトリオ
おそうじまん
バケツくん
タワシくん
SLマン
コン太
ネコ美
クマ太
ブタお
モン吉
キーコ
モオさん
ヤギおじさん
やきそばパンマン
やきそばかすちゃん
ナキウサギ
ハンバーガーキッド
ピクルス
中華の国の人々
チャーハン王子
せいろくん
ちゅうかどんまん
あんちゃん
にんちゃん　
しゅうまい人
王宮の召使い
王宮の料理人
とんこつ大人
ギョーザくん
ギョーザ大臣
らーめんてんし
パイナップルマン
パインちゃん
パイナップルダンサーズ
パイナップル村長
ヤーダ姫
第13作『ゴミラの星』のヤーダ姫と同一人物。本作ではドレス姿で登場し、頭に王冠を乗せている。星の子ルルンたちとおなじ星にいる様子。ゴミラ不在。
星の子ルルンと仲間たち（多数）
こてつちゃん
映画の登場は『勇気の花がひらくとき』、『だだんだんとふたごの星』に続いて三度目である。
こてつじいさん
クロワッサン姫
クロワッサン王子
クロワッサン星の王様
クロワッサン王妃
おむすびまん
こむすびまん
やなせうさぎ
エンディングでは複数で登場。
あかちゃんまん
ペンギンぼうや
ペン子
ナンドバット
すなおとこ（複数）
第9作『虹のピラミッド』同様、トライアングルを持つ者もいる。本作では悪役ではなく、被害者として登場する。
くじらのクータン
イルカのベソ
サニー姫
テレビ版と同じデザイン。
ヌラ
マイマイの親子
フラワー姫
フラワーさん
ゆりさん
チューリップさん
アネモネさん
すいせんさん
やまねこ大王
ニャンコック
ひなた村の人々
ナスコさん
コーンくん
かぼちゃのカボちゃん
ポテトくん
たまねぎくん
トマトちゃん
ニンジンさん
アスパラくん
はくさいくん
ブロッコリィちゃん
さといもちゃん
以上、バイスターの被害にあったキャラクター。
たこやきまん
わたあめじいさん
アイスマントリオ
ソフトクリームマン
フラッペちゃん
アイスキャンデーマン
でんでん一座
だいこんやくしゃ
だいこん座長
しろかぶくん
ゆでたまごちゃん
ちくわん
さつまあげどん
以上、エンディングの星祭りで出店や曲芸をやっていた。
男の子
声 - 内海安希子

## 用語
いのちの星（いのちのほし）
荒れ果てたアンパンマンワールドの大地に豊かな自然をもたらしたとされる。基本設定は第18作『いのちの星のドーリィ』に準拠する。
本作では宇宙の果てにある「いのちの星の故郷」からいのちの星が生まれ、各星へ流れ着く設定となっている。
黒い星
ハイパーゴミキエールから流れた廃棄物が原因で変化したいのちの星。あらゆる星々へと落下し、その土地や住民を汚染していく。直接触れると赤い電撃を受け、ダメージを受ける。クルンは黒い星を元に戻すことができる。
星祭り
基本設定は第18作『いのちの星のドーリィ』と同じ。毎年夏にいのちの星の恩恵への感謝をこめて行う祭り。

### 乗り物と道具
アンパンマン号（アンパンマンごう）
ドキンUFO（ドキンユーフォー）
宇宙船アンパンマン号（うちゅうせんアンパンマンごう）
しょくぱんまん号

#### バイキンメカ
バイキンUFO
ハイパーゴミキエール
ばいきんまんが新たに開発したワームホールで、実際にはメカではない。様々なゴミを吸い込んで異空間へ流しており、巨大なバイキンメカも吸い込むことができる。廃棄したゴミがどこへ流れるかはばいきんまんも知らなかったが、後にいのちの星の故郷に流れていたことが判明し、本作の事件の原因となった。いのちの星が元に戻った際に廃棄物と共に消滅した。
ビッグUFO
宇宙船アンパンマン号を追跡するために搭乗。同型のUFOが次作『きらめけ!アイスの国のバニラ姫』にも登場。
だだんだん
声 - 渡部建（アンジャッシュ）
ばいきんまんが作ったお馴染みのロボット兵器の一つ。作中での見た目は、バイキンロボット同様に、脚が細く、黒目がない。パッケージやチラシでは、だだんだん二号のデザインとなっている。OPにも登場したが、アンパンマンに敗れる。「だだんだーん!」と機械音のような台詞を発する。
ゴロンゴロ
声 - 児嶋一哉（アンジャッシュ）
第25作『とばせ!希望のハンカチ』以来の登場。「ゴロンゴロー!」と鳴く。
スーパーもぐりん飛行型
もぐりんに翼がついたメカで空を飛べる。他のメカと違い台詞はなく、ドリル音のみ。
ジャイアントベアリングロボ
声 - 山寺宏一
第11作『勇気の花がひらくとき』に登場したロボット。本家と違い「ロボー!」と吠える。また、鉄球に変える玉は発射しない。
チェンジバードロボ
声 - 三ツ矢雄二
第15作『ルビーの願い』に登場した鳥型のロボット。「バード!」と鳴く。鳥に変える光線は発射しない。
以上はスクラップにされたが、バイスターの力でよみがえった。第25作『とばせ!希望のハンカチ』に登場したヨゴスゾウの破片らしきものもあったが、それはよみがえらなかった。なお、もぐりん以外のメカは喋っている。当初はばいきんまんに協力してアンパンマンを襲うが、捨てられた恨みでばいきんまんも襲う。
バイスター
本作の黒幕。その正体は黒い星によってバイキンメカの残骸から生み出された謎の生命体。ばいきんまんに似た角を有した黒い球体で、中心に赤い目がある。目玉は一つ目。自我を持つが、言葉は話せない。小型アンテナから発射するビームで相手の体を流れ星に変える能力を持つ。バイキンメカに再生能力をあたえつつアンパンマンたちを襲う。しかし、次第に捨てられた恨みのせいか、ばいきんまんにも襲いかかる。アンパンマンも寸前のところまで追い詰めるが、最終的にはばいきんまんと協力したアンパンマンのアンパンチで、黒い星もろとも消滅した。

## スタッフ
- 原作 - やなせたかし（フレーベル館刊）
- 監修 - 天野誠
- 制作 - 今村司、船越雅史、竹崎忠、飯田聡彦、越尾正子、林隆一郎、渡邊祐司
- プロデューサー - 岩崎和義、星野恵、桐本篤
- 脚本 - 金春智子
- 主題歌 - やなせたかし、三木たかし
- 音楽 - いずみたく、近藤浩章
- キャラクターデザイン・作画監督 - 前田実
- 美術監修 - 石垣努
- 美術監督 - 光元博行
- 色彩設計 - 原田幸子
- 撮影監督 - 佐々木明美
- 編集 - 小宅貴史
- CGプロデューサー - 川嶋洋樹
- 音響監督 - 山田知明
- 音楽監督 - 鈴木清司
- 文芸担当 - 上田菜保子
- 制作担当 - 竹元将泰
- 演出 - 日巻裕二
- 監督 - 矢野博之
- 原画 - 菖蒲隆彦、星名靖男、清水健一、和田佳純、遠藤栄一、山内貴美子、清山滋崇、川越淳、他
- 配給 - 東京テアトル
- 製作 - アンパンマン製作委員会2018（日本テレビ放送網、バップ、トムス・エンタテインメント、フレーベル館、やなせスタジオ、日本テレビ音楽、東京テアトル）

## 楽曲
オープニング『アンパンマンのマーチ』
作詞：やなせたかし、作曲：三木たかし、編曲：大谷和夫、歌：ドリーミング
エンディング『勇気りんりん』
作詞：やなせたかし、作曲：三木たかし、編曲：大谷和夫、歌：ドリーミング
挿入歌
冒頭の観客参加型シーンで使用された楽曲については歌詞テロップが表示される。
『星にいのる』
作詞：やなせたかし 作曲：近藤浩章 歌：ドリーミング
本作では新たに制作された「2018サマー・サンババージョン」（編曲は近藤浩章）が参加型のシーンに使用されており、原曲は終盤で使用されている。
『サンサンたいそう』
作詞：やなせたかし 作曲：近藤浩章 歌：ドリーミング
2番と3番が使用され、3番はバイキン城のシーンとなる。

## ミュージカル
2018年10月6日にて『それいけ!アンパンマン』30周年記念として、『それいけ!アンパンマン アニバーサリーフェスティバル ありがとう!みんなのキラキラパーティ』が公演。2019年でも再公演された。アンパンマンを始め、30名のキャラクターが出演しており、本作にも登場したクルンも出演した。

### ストーリー
アンパンマンはいつもみんなを助けてくれた。そこで仲間たちはアンパンマンに「ありがとう」を伝えるためにパーティーを開く。びっくりさせるために内緒にしようとする。一方で、ばいきんまんがパーティーを乗っ取ろうと悪だくみ。

### キャスト
- アンパンマン - 戸田恵子
- ばいきんまん - 中尾隆聖
- ジャムおじさん - 増岡弘
- バタコさん - 佐久間レイ
- めいけんチーズ - 山寺宏一
- カレーパンマン - 柳沢三千代
- しょくぱんまん - 島本須美
- メロンパンナ - かないみか
- ロールパンナ　- 冨永みーな
- クリームパンダ - 長沢美紀
- ドキンちゃん - 冨永みーな
- ホラーマン - 矢尾一樹、肝付兼太（歌）
- コキンちゃん - 平野綾
- てんどんまん - 坂本千夏
- カツドンマン - 三ツ矢雄二
- かまめしどん - 山寺宏一
- しらたまさん - 伊倉一恵
- みみせんせい - 滝沢ロコ
- カバオくん - 山寺宏一
- ナガネギマン - 大塚明夫
- ドレミ姫 - 川澄綾子
- プリンちゃん - 稀代桜子
- エクレアさん - 三田ゆう子
- ケーキちゃん - 丹下桜
- フラワー姫 - 潘恵子
- はみがきまん - 阪口大助
- ハンバーガーキッド - 三ツ矢雄二
- コロッケキッド - 田中真弓
- 鉄火のマキちゃん - 勝生真沙子
- 鉄火のコマキちゃん - 沖佳苗
- クルン - 杏